# Adolf Gremmelspacher
Adolf Gremmelspacher (* 20. März 1889 in Freiburg im Breisgau; † 4. August 1975 ebenda) war ein deutscher Jurist und Kommunalpolitiker.

## Werdegang
Gremmelspacher kam als Sohn des Platzmeisters Josef Gremmelspacher zur Welt. Er besuchte das Humanistische Gymnasium in Freiburg und studierte Rechtswissenschaften und Nationalökonomie an den Universitäten Freiburg und Heidelberg. 1913 legte er das 1. Staatsexamen, 1919 das 2. Staatsexamen ab. Danach war er als Syndikus bei der Freiburger Holzhandelsgesellschaft Gebr. Himmelsbach tätig.
Der Gemeinderat der Stadt Villingen im Schwarzwald wählte ihn am 28. Juli 1926 zum Bürgermeister (Beigeordneter), die Einführung in sein Amt erfolgte am 9. August 1926. Am 9. Februar 1931 wurde er zum Oberbürgermeister gewählt. Nach der Machtübernahme der Nationalsozialisten wurde er am 14. Juni 1933 beurlaubt und am 1. Juli 1933 seines Postens enthoben.
Politisch unbelastet war er ab Ende 1945 Vorsitzender der Reinigungskommission im Bereich des Badischen Arbeitsministeriums und ab dem 14. Juli 1947 Referent, später Leiter des Staatskommissariats für politische Säuberung. Ab Februar 1951 war Gremmelspacher mit der Abwicklung der Behörde betraut. Nach dem Ausscheiden Gremmelspachers aus seinem Amt zum 1. Oktober 1952 wurde als Nachfolgebehörde eine Auskunftsstelle der politischen Säuberung beim Regierungspräsidium Freiburg errichtet, die zum 31. Dezember 1952 ihre Arbeit einstellte.
Seit 1911 war er Mitglied der katholischen Studentenverbindung KDStV Arminia Freiburg im Breisgau.

## Ehrungen
1952 wurde ihm das Verdienstkreuz (Steckkreuz) der Bundesrepublik Deutschland verliehen.